# The Punk Rock Movie
The Punk Rock Movie (conosciuto anche come The Punk Rock Movie from England) è un film documentario del 1978 sulla scena punk rock britannica assemblato da filmini in Super 8 girati da Don Letts, il disc jockey del club The Roxy di Londra durante gli anni di punta del movimento punk del '77.

## Trama
Una sguardo ravvicinato davanti e dietro le scene della scena punk rock londinese del 1977-78, nel momento massimo della sua diffusione. Sono incluse nel documentario esibizioni di Sex Pistols, Clash, Siouxsie and the Banshees, Eater, ed altri gruppi punk dell'epoca.

## Produzione
Il disc jockey del Roxy Club Don Letts ricevette in regalo una cinepresa Super 8 dall'editrice di riviste di moda Caroline Baker. Quando Letts iniziò a filmare i concerti al The Roxy, si diffuse presto la voce che stesse girando un film, e così Letts continuò a filmare tutto quello che succedeva per tre mesi di fila. Dovette anche vendere dei suoi oggetti personali per poter continuare a girare.
Una version preliminare di sessanta minuti di durata, venne proiettata nell'autunno del 1977 all'Institute of Contemporary Arts di Londra. L'evento fece guadagnare al film un articolo intero e la copertina della rivista Time Out.
Il film contiene riprese dal vivo di esibizioni di The Clash, Sex Pistols, Wayne County & the Electric Chairs, Generation X, Slaughter and the Dogs, The Slits, Siouxsie and the Banshees, Eater, Subway Sect, X-Ray Spex, Alternative TV e Johnny Thunders & The Heartbreakers. Inoltre sono presenti anche immagini fuori scena di alcune band, come i Generation X, le Slits e i Siouxsie and the Banshees.
Tutte le esibizioni furono girate al Roxy, tranne quella dei Sex Pistols, che proviene invece da un concerto tenutosi al cinema The Screen on the Green di Londra il 3 aprile 1977. Il concerto è il primo con Sid Vicious in formazione al posto di Glen Matlock.

## Distribuzione
Il film venne proiettato per breve tempo nelle sale cinematografiche nel 1978, ed ebbe una distribuzione generalmente limitata anche in formato VHS. Nel 1992 venne pubblicato in videocassetta dalla Studio K7. Versioni del film in DVD sono state pubblicate tra il 2006 e il 2008, sebbene soggette a critiche per la qualità scadente di immagini e sonoro. Inoltre, sono stati espressi dubbi circa il fatto che la versione in DVD abbia nella colonna sonora del materiale sovrainciso in post-produzione, al posto delle esibizioni live originali.